# Barbara Ruscher

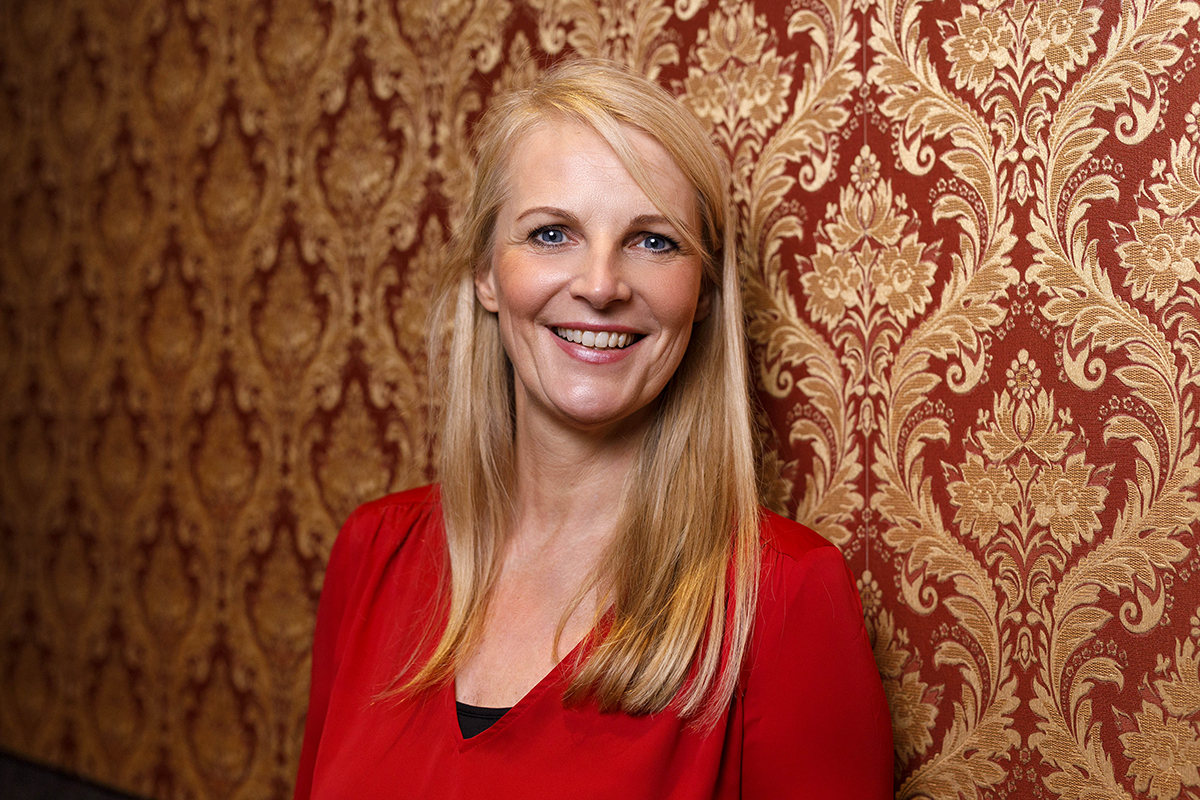
Barbara Ruscher (2018)

Barbara Ruscher (* 9. Februar 1969 in Rheinbach) ist eine deutsche Kabarettistin und Autorin.

## Leben
Barbara Ruscher besuchte in ihrem Geburtsort die Schule und machte am dortigen Städtischen Gymnasium 1988 das Abitur. Nebenbei besuchte sie in Rheinbach 13 Jahre die Musikschule. Von 1990 bis 1997 absolvierte sie ein Lehramtsstudium und -referendariat in den Fächern Musik und Germanistik.
Seit 1998 lebt sie in Köln und ist auf deutschsprachigen Kabarettbühnen unterwegs. Unter anderem trat sie im Senftöpfchen, im Unterhaus – Mainzer Forum-Theater, im Pantheon-Theater, im Kulturzentrum Schlachthof, im Renitenztheater, im Neuen Theater Höchst, auf der Landesbühne Hannover, im Apollo, im Kabarett-Theater Die Wühlmäuse, im Schmidt Theater, beim Internationalen Köln Comedy Festival und auch im deutschsprachigen Ausland auf. In zahlreichen Fernsehsendungen absolvierte sie Gastauftritte. Neben Klavier spielte sie auch schon bei der Schäl Sick Brass Band das Alt-Saxophon.
2003 erreichte sie die Endrunde im Wettbewerb um die „Tuttlinger Krähe“. 2004 gewann sie den ersten „Eschweiler Lok“ Kabarett-Nachwuchswettbewerb und 2005 Bronze bei den „Heilbronner Lorbeeren“. 2007 war sie Finalistin beim Kabarett-Wettbewerb „Prix Pantheon“. In der Saison 2011/2012 wurde sie bei der Kabarettbundesliga mit Bronze ausgezeichnet.
Am 9. September 2013 erschien ihr erster Roman „Fuck the Möhrchen. Ein Baby packt aus“ beim Aufbau Taschenbuch Verlag, aktuell in der 14. Auflage, und am 26. September 2014 das Hörbuch zum Roman (Verlag FEEZ Entertainment GmbH; Label der Sony Music Entertainment GmbH), 350 Minuten plus drei Bonustitel. Unter anderem rezensierte Annette Traks das Buch in The Huffington Post im April 2014 ausführlicher. Von 2016 bis 2017 moderierte sie die Sendung Extra 3 Spezial: Der reale Irrsinn XXL beim NDR. Seit November 2016 hat sie dazu die eigene Radiokolumne Ruscher hat Vorfahrt beim HR1.
Barbara Ruscher lebt in Köln-Sülz und hat zwei Kinder.

## Programme
- 1998: aphrodi Sia K. (mit Sia Korthaus)
- 1999: Vom Rinde verdreht (mit Beate Rademacher)
- 2000: Annette bricht Brecht (mit Sascha Korf als Annette Küpperbusch)
- 2002: Eiskalt erwischt
- 2005: Nackig! Der Kampf ums letzte Hemd
- 2012: Panierfehler! Ein Fischstäbchen packt aus
- 2015: Ekstase ist nur eine Phase
- 2018: Ruscher hat Vorfahrt

## Fernsehauftritte (Auswahl)
- 2006: Blond am Freitag
- 2006: NightWash
- 2008: TV total
- seit 2012: Ladies Night
- 2013: Mitternachtsspitzen
- 2013: Satire Gipfel
- 2013: Pufpaffs Happy Hour
- seit 2013: Spätschicht – Die Comedy Bühne
- 2016–2017: extra 3 Spezial: Der reale Irrsinn XXL (Moderation)
- 2016–2018: HR1-Radiokolumne „Ruscher hat Vorfahrt“
- 2018–2019: WDR2, WDR5, Kölner Treff, regelmäßige WDR2 Kolumnen Juli 2018
- 2019: Ladies Night (ARD/WDR), Moderation Eröffnungsshow KölnComedyFestival, WDR5-Kabarettfest, regelmäßige WDR2-Kolumnen Juli/August

Zudem saß sie regelmäßig bei der Sendung Dings vom Dach im Rateteam.

## Werke
- Fuck the Möhrchen. Ein Baby packt aus. Buch, ISBN 978-3-7466-2983-4
- Fuck the Möhrchen. Ein Baby packt aus. Hörbuch
- mit Thorsten Sievert (Regie): Nackig! Der Kampf ums letzte Hemd. CD, Edel Records, Hamburg 2008
- Ekstase ist nur eine Phase, CD, Sony Music, 2016
- Fuck the Reiswaffel. Ein Kleinkind packt aus. Buch, ISBN 978-3-7466-3440-1
- Fuck the Reiswaffel. Ein Kleinkind packt aus. Hörbuch, audible